# Rangtekentoets
De rangtekentoets van Wilcoxon, ook wilcoxonrangtekentoets geheten, is een verdelingsvrije toets voor de mediaan van een continue verdeling. Het is een toets voor "één steekproef". Deze toets lijkt op de tekentoets, maar is niet alleen op de aantallen tekens gebaseerd, maar ook op de bijbehorende rangnummers. De toets is evenals de wilcoxontoets voor twee steekproeven, genoemd naar de opsteller Frank Wilcoxon.

## Voorbeeld
Een landmeter heeft een nieuwe theodoliet gekregen omdat de oude aan vervanging toe is. Om na te gaan of het instrument goed is ingesteld meet hij een aantal, zeg 10, keren een standaardhoogte van 3 meter. Als de meting een hogere waarde dan 3 oplevert geven we het verschil aan met een X. Als de meting lager dan 3 uitvalt, noemen we het (absolute) verschil Y. De rangtekentoets kijkt niet alleen, zoals de tekentoets, naar het aantal X'en, maar ook hoe de X'en liggen ten opzichte van de Y's, naar de onderlinge rangschikking. Een uitkomst als:
X X X X X Y Y Y Y Y
waarin weliswaar evenveel X'en als Y's zijn, maar alle X'en kleiner zijn dan de Y's, lijkt er toch op te duiden dat de theodoliet een afwijking naar beneden vertoont.
De rangtekentoets berekent daarom het totaal van de rangnummers van de X'en (of de Y's) in de rangschikking van alle afwijkingen. Extreem grote en extreem kleine waarden duiden op een afwijking van de theodoliet.
Stel dat als uitkomst werd gevonden:
| 3,021 | 3,014 | 2,973 | 3,015 | 2,982 | 3,019 | 3,004 | 3,012 | 2,990 | 3,016 |
De afwijkingen zijn dus (voor het gemak x1000):
| 21 | 14 | -27 | 15 | -18 | 19 | 4 | 12 | -10 | 16 |
In absolute waarde en geordend naar grootte levert dat:
| 1 | 2  | 3  | 4  | 5  | 6  | 7  | 8  | 9  | 10 |
| X | Y  | X  | X  | X  | X  | Y  | X  | X  | Y  |
| 4 | 10 | 12 | 14 | 15 | 16 | 18 | 19 | 21 | 27 |
De som {\displaystyle T} van de rangnummers van de X'en is dus:
{\displaystyle T=1+3+4+5+6+8+9=36}
De nulhypothese gaat ervan uit dat de verdeling van de afwijkingen symmetrisch rondom 0 is, zodat positieve afwijkingen van een bepaalde grootte "even waarschijnlijk" als negatieve. Daarvan uitgaande kan de verdeling van {\displaystyle T} onder de nulhypothese berekend worden.

## Definitie
De toevalsvariabelen {\displaystyle X_{1},\ldots ,X_{n}} vormen een aselecte steekproef
uit een continue verdeling met mediaan {\displaystyle \theta }. De toetsingsgrootheid {\displaystyle W} van de Wilcoxon-rangtekentoets voor het toetsen van de nulhypothese
{\displaystyle H_{0}:\theta =\theta _{0}}
bestaat uit de som van de rangnummers van de positieve verschillen {\displaystyle X_{i}-\theta _{0}} in de geordende rij van de absolute waarden van al dergelijke verschillen.
{\displaystyle W=\sum _{i=1}^{n}R^{+}(X_{i}-\theta _{0})}
Daarin is dus {\displaystyle R^{+}(X_{i}-\theta _{0})} het rangnummer van {\displaystyle X_{i}-\theta _{0}} in de geordende rij {\displaystyle |X_{1}-\theta _{0}|,\dots ,|X_{n}-\theta _{0}|} als {\displaystyle X_{i}-\theta _{0}>0} en 0 anders. Afhankelijk van de alternatieve hypothese wordt de nulhypothese verworpen voor te kleine, te grote of te kleine en te grote waarden van {\displaystyle W}.

## Verdeling
De verdeling onder de nulhypothese van de toetstingsgrootheid {\displaystyle W} kan met combinatorische middelen bepaald worden. Daarmee zijn tabellen berekend waarin de kritieke waarden opgezocht kunnen worden. Voor de verwachting en de variantie geldt:
{\displaystyle \operatorname {E} _{0}W={\tfrac {1}{4}}n(n+1)}
{\displaystyle \operatorname {var} _{0}W={\tfrac {1}{24}}n(n+1)(2n+1)}
Daarmee kan voor grotere waarden van {\displaystyle n} (> 20) een normale benadering berekend worden.

## Gepaarde waarnemingen
De toets wordt veel toegepast bij een steekproef {\displaystyle (X_{1},Y_{1}),\ldots ,(X_{n},Y_{n})} van gepaarde waarnemingen, om na te gaan of de verdelingen van {\displaystyle X} en van {\displaystyle Y} ten opzichte van elkaar verschoven liggen. Daartoe wordt de toets toegepast op de verschillen {\displaystyle D_{i}=X_{i}-Y_{i}}.
schatten · t-toets · F-toets · chi-kwadraattoets · Wilcoxontoets · rangtekentoets · verdelingsvrije toets · Kolmogorov-Smirnov · Kruskall-Wallis · kleinste-kwadratenmethode · lineaire regressie